# Neuroleon longipennis
Neuroleon longipennis är en insektsart som först beskrevs av Peter Esben-Petersen 1931. 
Neuroleon longipennis ingår i släktet Neuroleon och familjen myrlejonsländor. Inga underarter finns listade i Catalogue of Life.